# Simetria global
En física, una simetria global és una simetria que és satisfeta a tots els punts de l'espaitemps sota consideració, en contraposició amb una simetria local que varia (suaument) de punt a punt.
Les simetries globals requereixen lleis de conservació, però no forces, en física.
Un exemple d'una simetria global és l'acció del grup {\displaystyle U(1)=e^{iq\theta }} (on {\displaystyle \theta } és una constant, fent-ne global la transformació) sobre el lagrangià d'un camp de Dirac:
{\displaystyle {\mathcal {L}}_{D}={\bar {\psi }}\left(i\gamma ^{\mu }\partial _{\mu }-m\right)\psi }
Sota aquesta transformació la funció d'ona canvia com {\displaystyle \psi \rightarrow e^{iq\theta }\psi } i {\displaystyle {\bar {\psi }}\rightarrow e^{-iq\theta }{\bar {\psi }}}, i per tantː
{\displaystyle {\mathcal {L}}\rightarrow {\bar {\mathcal {L}}}=e^{-iq\theta }{\bar {\psi }}\left(i\gamma ^{\mu }\partial _{\mu }-m\right)e^{iq\theta }\psi =e^{-iq\theta }e^{iq\theta }{\bar {\psi }}\left(i\gamma ^{\mu }\partial _{\mu }-m\right)\psi ={\mathcal {L}}}

## Exemples
- La relativitat especial té una simetria globalː la simetria de Lorentz o, de forma més general, la simetria de Poincaré.
- En física de partícules hi ha moltes simetries globals, com la simetria d'isospin SU(2), i simetries locals, com SU(2) de les interaccions febles. El grup de simetria de supergravetat és una simetria local, mentre que el de la supersimetria és una simetria global.